# Busto di una principessa di Napoli
Il Busto di donna (busto di una principessa di Napoli) è una scultura marmorea (46,6x45,8x23,9 cm), realizzata da Francesco Laurana intorno al 1477-1480 circa e custodita nella Frick Collection di New York.

## Storia
L'opera venne ripescata nel porto di Marsiglia all'inizio del XVIII secolo e scambiata inizialmente per un ritratto romano di Agrippina. All'epoca la statua aveva già il naso rotto, che venne successivamente restaurato. Solo nel 1914 l'opera venne messa in relazione con lo scultore dalmata e la sua famosa serie di busti femminili.
L'opera potrebbe datarsi al 1477 circa, anno del ritorno dell'artista in Francia, e forse venne gettata in mare per gravi difficoltà all'attracco o per un naufragio.

## Descrizione e stile
Il finissimo ritratto femminile, pienamente confrontabile con altre opere dell'autore degli anni settanta del XV secolo (come il Ritratto di Eleonora d'Aragona o il Busto di principessa) è raffigurato come un busto comprendente le spalle, tagliato all'altezza del petto e poggiante su una fascia ovoidale, dove si trova un rilievo con amorini di stampo classico, il cui significato specifico non ha ancora trovato un'interpretazione definitiva. Al centro della base si trova uno spazio bianco, dove doveva essere inserito il nome dell'effigiata, ma che non venne mai riempito, per cui sull'identità del personaggio ci sono solo ipotesi difficilmente verificabili.
Come per altri ritratti analoghi, anche quest'opera mostra il marchio tipico dell'artista, con le superfici lisce che modellano elegantemente la figura, creando un ritratto geometrico e rarefatto che sfiora l'astrazione. I tratti somatici sono ridotti all'essenziale, con un senso di sintesi che, ad esempio, porta a cancellare quasi gli orecchi.
Questa idealizzazione si avvicina alle opere di Piero della Francesca, che lo scultore dovette probabilmente vedere a Urbino.